# NCS Group
恩士迅（英語：NCS，又名NCS Pte Ltd、NCS Group）。旧称National Computer Systems，是一所新加坡信息技術企业。于1981年成立，公司总部位于新加坡。该公司主要提供与信息技术相关服务。

## 历史
NCS Pte Ltd 于1981年在新加坡成立。1996年之后被纳入新加坡電信有限公司，并成为新加坡電信有限公司旗下的子公司。

### NCS Group 的首席执行官
2005年，Chong Yoke Sin成为NCS Pte Ltd的首席执行官，她于2007年因私人原因而辞职。Lim Eng便接替首席执行官的职位。
Lim Eng于 2010年退休，Chia Wee Boon在当时接替首席执行官的职位。
8月1日2019年，在Chia Wee Boon离开NCS Pte Ltd之后，新加坡電信有限公司任命Ng Kuo Pin担任NCS的新首席执行官。
| No. | 名字           | 任期            |
| --- | -------------- | --------------- |
| 1   | Chong Yoke Sin | 2005年 - 2007年 |
| 2   | Lim Eng        | 2007年 - 2010年 |
| 3   | Chia Wee Boon  | 2010年 - 2019年 |
| 4   | Ng Kuo Pin     | 2019年 - 至今   |

## 产品与服务
该公司为公众，教育，金融服务，保险，医疗保健，生命科学，物流，电信，公用事业和运输等领域的客户提供包括咨询，开发，集成和基础设施管理和BPO在内的多项服务。

## 丑闻

### 以性交易交换合约丑闻
NCS Pte Ltd 的前业务发展总监，吴卓梅（Esther Goh Tok Mui），是与前新加坡民防部队专员，林新邦（Peter Lim Sin Pang）性交易贪污案件的涉案女性之一。在2010年至2011年期间，吴卓梅为林新邦提供性交服务和口交服务，以换取可助于促进 NCS Pte Ltd 与新加坡民防部队（SCDF）的商业利益。 吴卓梅在2011年4月至11月期间与林新邦一共发生了7次性交，地点包括新加坡室内体育馆附近的停车场和位于金文泰的组屋。林新邦于2012年1月4日被贪污调查局逮捕。
林新邦后于2013年8月31日被民防部队开除，并因贪污罪被判入狱6个月。 据报道，NCS Pte Ltd与新加坡民防部队所签署的合约当时被新加坡内政部调查。 由于事件曝光，吴卓梅事后离开了NCS Pte Ltd，吴卓梅是否被开除或辞去工作职位的情况不明。

### 职员侵入人力部网站案
阿都卡弗（Abdul Gafoor Jahangeer Basha）在NCS Group任职期间负责管理新加坡人力部的电子预约系统，于2012年10月到2012年12月之间一共39次侵入记录外籍人士证件号码的文档，28次利用其他人工作准证申请者的外籍人士证件号码侵入电脑系统。11次侵入电脑系统修改文件内容，并将972份发出的工作准证申请取消。
阿都卡弗于2014年5月16日以滥用电脑法令的罪名被地方法院判罚款$86,000新元。

### 职员偷拍女性及滥用警察电脑系统
郑忠石（Zheng Zhong Shi）在NCS Group任职期间担任应用软件顾问并在新加坡警察部队的广东民大厦内办公并负责处理警察部队的数据库项目。郑忠石于2014年9月13日在白沙购物中心的Cotton On服装连锁店内将针孔相机安装在不同的更衣室偷拍女性试衣。同日晚上10点，郑忠石将针孔相机取下。2014年9月15日，郑忠石在狮城大厦的Cotton On大约下午1点同样将针孔相机安装在不同的更衣室。同日下午4点50分，该服装店职员发现针孔相机并将其取下和向警方报案。之后在傍晚大约6点30分，郑忠石回到服装店取回针孔相机但无法找回。2014年9月16日，郑忠石前往广东民大厦上班，并利用他在NCS Group任职的职务便处利用警方的系统查看是否有人向警方报案，最终发现已有人报案而案件已安排给Siti Rahimah Asmad调查官来调查。郑忠石之后在8点30分联络该名调查官并向警方自首。郑忠石之后被起诉侮辱女性尊严和滥用电脑，并于2015年12月1日被判坐牢20个星期。

### NCS职员在IMDA偷窃事件
来自 NCS Group 的马来西亚籍桌面工程师，Soh Jun Sheng，在NCS Group工作时从IMDA(資訊通信媒體發展局)办公处盗窃价值超过$62,000新元的科技设备。就职期间，NCS Group将他部署到IMDA办公处为其员工提供IT技术支援和发放笔记本电脑。他也被允许进入IMDA办公室内的几个受管制房间。
Soh Jun Sheng因欠赌债，决定从IMDA窃取科技设备在Carousell出售，以赚取利润来偿还他的赌债。在IMDA办公室工作期间，他一共从IMDA盗走了80个电源适配器、30台ThinkPad笔记本电脑和6台iPad平板电脑、6架联想牌电脑荧幕、17个擴充埠、25个手提电脑包、32个联想牌老鼠。 Soh Jun Sheng在IMDA的盗窃行为后来被发现，NCS Group 的一名信息技术员工则向警方报案，Soh Jun Sheng于2018年6月4日被捕。警方突袭了他的住家和办公室，并发现了许多电脑设备和配件，当中一些属于Soh Jun Sheng。所有被Soh Jun Sheng出售的物品被寻回，除了2个电源适配器因被买家送往国外而无法寻回。
Soh Jun Sheng事后被IMDA起诉，最终在2019年2月18日对9项控状（当中包括盗窃罪、滥用电脑法令和网络安全法）认罪，被判坐牢2年。

### 2020年商业推荐贪污案
2020年3月24日，NCS Group 的前高级技术服务经理，张裕大（Teo Joo Tye ），和 Emersion IT Services Pte. Ltd. 的前公司董事，严居中（Ngiam Chee Chong），以贪污罪名在新加坡法院被起诉。
张裕大收取严居中的贿赂，作为交换，张裕大协助推荐Emersion公司作为 NCS Group 的承包商来执行 IT 基础设施工程。Emersion公司因此从中获得13份合约。与此同时，严居中也向其他公司的职员同样以商业推荐作为交换而提供贿赂。 严居中最终于2020年10月29日因多项贪污罪被法院判坐牢12个星期。

### NCS职员在新加坡卫生部偷窃事件
一名 NCS Group 的IT技术人员，Muhammad Fakhrurradzi Mohamed Omar，在2020年12月16日至2021年1月14日之间，因急需资金并从新加坡卫生部办公处内盗取一共21台卫生部要用来处理2019冠状病毒相关工作的笔记型电脑，并且通过 Carousell 转售，从中赚取$6380新元。为避免被怀疑，该职员每次偷窃时只拿走几台电脑，下班时才会带着电脑离开办公处。
卫生部在清点器材时揭发该职员的盗窃罪行，并于2021年1月15日向警方报案。警方在逮捕该职员之后，只找回其中两台电脑。2021年8月5日，Muhammad Fakhrurradzi Mohamed Omar对3项偷窃罪认罪并被法庭判坐牢11个月。

### 2022年商业利益贪污案
2022年3月18日，吴声俊（Goh Sia Choon Jeffrey，SC Integrated Engineering Pte Ltd 的唯一董事和股东），吴海洲（Goh Hai Chew Edward，NCS Communications Engineering Pte Ltd 的董事），以及李玟翰（Lee Wen Han，NCS CE 的项目总监），以贪污罪名在新加坡法院被起诉。
为了换取促进 SCI 与 NCS CE 以及其母公司 NCS Group 的商业利益，吴声俊在2018年5月17日至2019年11月19日，一共19次以双程飞机票，在以色列的酒店住宿，现金，和电子产品（包括苹果手提电脑、平板电脑和微软软件）来贿赂吴海洲和李玟翰，总数金额约$96,000新元。
吴声俊面临19项贪污贿赂以换取促进 SCI 与 NCS CE 和 NCS Group 商业利益的控状。而吴海洲与李玟翰各面临19项合谋收取贿赂以协助促进商业利益的控状。

## 事件

### CHAS电脑系统失灵
2月16日2019年，新加坡共和国卫生部发布声明指NCS所负责管理的电脑系统有错乱及瑕疵。该电脑系统用于管理CHAS，而系统错误导致错误的计算了CHAS申请者的收入情况，使1300人获得较低的津贴，以及6400人获得较高的津贴。
首起差异案列在9月28日2018年被卫生部发现。NCS Pte Ltd 立即得到通知，然后最初将此问题归因于间歇性网络连接问题。在2018年10月9日至2018年11月2日之间，又发现了另外5个差异案例，因此导致了更深入的调查。在2018年11月，NCS Pte Ltd 将此差异的原因追溯到系统使用的服务器上使用的软件版本问题。已确定的问题发生在2018年9月将系统迁移到另一个政府数据中心的过程中。软件版本问题已解决，作为2018年10月10日无关的缓慢性能问题的解决方案。但是，在2018年9月18日之间生成的结果不正确 并保留了2018年10月10日。
卫生部和NCS Pte Ltd随后采取了补救措施，以评估对受影响申请人的影响。之后，卫生部与赠款计划的管理者和医疗机构合作，跟进通知并向受影响的申请人退款。 据报道，卫生部有意按照双方之间合约的规定，向NCS Pte Ltd追回因该事件造成的成本和费用。

### 外籍劳工在NCS Hub出入口示威
2022年10月18日，9名外籍劳工在NCS Group位于宏茂桥的总部，NCS Hub，堵住公司的主要出入口举纸张抗议他们所就职的承包商公司拖欠薪水。部分劳工拿着写着“欠债还钱”等字眼的纸张，而其中一人拿着写着“上海忠记私人有限公司”的纸张。新加坡警察部队警员之后前往现场，而新加坡人力部证实有接获警方通知有关这起外籍劳工向正大私人有限公司索要薪水的事件。NCS Hub告诉新加坡媒体《联合早报》说，这起事件和NCS没有关系，并宣称发生纠纷的是NCS公司里的一项装修工程的主要承包商上海忠记私人有限公司，和二手承包商正大私人有限公司，而阻挡出入口的外籍劳工来自二手承包商。上海忠记私人有限公司的董事经理陈进春告诉媒体，九名外籍劳工并非直接受雇于他们，并且向媒体证实曾经要求正大私人有限公司，在8月4日至9月27日间，提供四名中国籍和两名孟加拉籍熟练技工。陈进春也说，由于正大没有遵守双方的协定按程序在月底提交进度报价，因此错过了索款的时间点，“但本公司并没有直接拒绝索款，还提醒他们按流程这么做。”据报道，上海忠记私人有限公司在2022年9月1日支付了2万9000元的薪金，剩余的薪金将在2022年10月24日支付。

## 外部
NCS Group 官方网站 （页面存档备份，存于）
NCS Group 的领英页面